# Roberto Bomprezzi
Roberto Bomprezzi, född den 9 oktober 1962 i Rom, Italien, är en italiensk idrottare inom modern femkamp.
Han tog OS-brons i lagtävlingen i samband med de olympiska tävlingarna i modern femkamp 1992 i Barcelona.